# Erich
Erich è una suddivisione dell'India, classificata come nagar panchayat, di 8.523 abitanti, situata nel distretto di Jhansi, nello stato federato dell'Uttar Pradesh. In base al numero di abitanti la città rientra nella classe V (da 5.000 a 9.999 persone).

## Geografia fisica
La città è situata a 25° 47' 07 N e 79° 05' 28 E.

## Società

### Evoluzione demografica
Al censimento del 2001 la popolazione di Erich assommava a 8.523 persone, delle quali 4.490 maschi e 4.033 femmine. I bambini di età inferiore o uguale ai sei anni assommavano a 1.480, dei quali 749 maschi e 731 femmine. Infine, coloro che erano in grado di saper almeno leggere e scrivere erano 4.307, dei quali 2.812 maschi e 1.495 femmine.